# Phobia (2016)
Phobia é um filme de suspense psicológico produzido na Índia, dirigido por Pavan Kirpalani e lançado em 2016.